# DJ銀太
GINTA（ぎんた、1995年〈平成7年〉9月27日 - ）は、日本のDJ、歌手。福岡県飯塚市出身。血液型はA型。神奈川大学出身。Repezen Foxxの元メンバー。

## 来歴
2015年10月7日、レペゼン地球に加入。
2021年9月27日、YouTube上でソロ活動を始めることを発表。
12月31日、DJ社長、チバニャンと共にフィリピンへ移住することを発表。しかしフィリピンで新型コロナウイルスが急増していたため、チバニャンと共にタイのバンコクへ移住。
2022年9月8日、Repezen Foxxの代表として福岡ソフトバンクホークス主催試合の始球式の投球に臨んだ。
2023年5月20日、大型融合音楽フェス「富士山世界遺産登録10周年記念AMS.Festival2023」にDJ社長と共に参加。
2023年10月6日、シンガーソングライターのSGと、メディア向けショーケースを開催し、全6曲のライブパフォーマンスを披露した。
2023年11月3日、Knife Party主催の「IT'S THE SHIP "Halloween Version"」にJAPAN STAGEとしてDJまる、チバニャンと共に参加。
2024年3月31日、Repezen Foxxを脱退。4月26日、「GINTA」名義での活動を報告した。
2024年4月22日、6月9日開催のプロ野球独立リーグのヤマエグループ 九州アジアリーグ・北九州下関フェニックス対宮崎サンシャインズ戦（北九州市民球場）で、北九州の1日監督を務めることが発表された。また、始球式にも登場し、北九州下関総監督の西岡剛と1打席勝負を行う。当日の内容の告知には「代打オレ！？」と試合に出場する可能性も示唆されており、5月27日には選手としての北九州下関への入団が発表されている。背番号は27で、内野手登録。指揮を執った6月9日の試合は、北九州下関が先発全員安打を記録し、9対7で勝利した。選手としては7回裏1死走者なしの場面で代打で出場し、2球目を打って三塁ゴロながら一塁にヘッドスライディングを敢行した。翌10日付で球団から戦力外通告された。
2024年7月1日、ODAKEIと共にGINTAとしてのファーストシングルUCHIDA 1を発表。日本や韓国などでTikTok で1位を取る。尚、タイ、インドネシア、台湾、中国シンガポールなどでもバズっている。
2024年9月27日、独立して初のワンマンライブを渋谷O-EASTで開催。満員御礼で最高のショーを納めた。
2024年11月20日、テレ東音楽祭の生放送にてUCHIDA1を歌った
同日に新曲【KAMASE】をリリース。TikTok では2位となった。
2025年4月1日に元メンバーのWAKIと曲をリリース
大反響となり、TikTokチャートで10位以内にランクイン

## 野球選手としての詳細情報

### 背番号
- 27 （2024年5月27日 - 同年6月9日）

## ディスコグラフィ

### シングル
| No.  | YouTube公開日  | 配信日         | タイトル                 | 備考 |
| ---- | -------------- | -------------- | ------------------------ | --- |
| 1st  | 2021年9月27日  | 2021年9月28日  | Jupiter                  | |
| 2nd  | 2021年12月30日 | 2021年12月31日 | Remind me                | |
| 3rd  | 2023年11月1日  | 2023年11月1日  | UCHIDA                   | GINTA & ODAKEi                                                                                                 |
| 4th  | 2023年11月17日 | 2023年11月18日 | やる気が出ない日に歌う唄 | 元々は2023年9月27日に公開予定だったが、 SGとの『Way Back Home』と差し替え になったためリリース日が延期された。 |
| 5th  | 2023年12月28日 | 2023年12月31日 | Waiting For You          | 失踪中だったDJ SHACHOに向けた楽曲                                                                              |
| 6th  | 2024年7月9日   | 2024年1月16日  | Lonely Night             | |
| 7th  | 2024年2月1日   | 2024年2月1日   | スピードスター           | GINTA & TAK-Z                                                                                                  |
| 8th  | 2024年2月15日  | 2024年2月16日  | We Walk A Long Way       | GINTA & DJ WAKI                                                                                                |
| 9th  | 2024年3月1日   | 2024年3月1日   | MissionIV                | GINTA & Big Dipper                                                                                             |
| 10th | 2024年3月31日  | 2024年3月31日  | Only One Life            | Repezen Foxxから脱退発表が 行われた日に公開                                                                    |
| 11th | 2024年4月18日  | 2024年4月18日  | 100回ダメでも            | ソロとして活動再開を発表した日に公開                                                                           |
| 12th | 2024年7月1日   | 2024年7月1日   | UCHIDA 1                 | GINTA & ODAKEi                                                                                                 |
| 13th | 2024年7月7日   | 2024年7月7日   | 入道雲                   | |
| 14th | 2024年12月29日 | 2024年8月24日  | マイアミロックスター     | |
| 15th | 2024年11月20日 | 2024年11月20日 | KAMASE                   | |
| 16th | 2024年12月31日 | 2024年12月9日  | SUNRISE                  | |
| 17th | 2025年2月1日   | 2025年2月1日   | 落書き帳                 | |

### その他の楽曲
| -     | YouTube公開日 | タイトル      | 備考 |
| ----- | ------------- | ------------- | --- |
| Cover | 2020年9月8日  | Way Back Home | Repezen Foxx在籍時に、Repezen Foxxの YouTubeチャンネルに投稿された楽曲。                                                      |
| Cover | 2024年8月1日  | Way Back Home | GINTAのYouTubeチャンネルに投稿されたリメイクバージョンで 歌詞はRepezen Foxxのチャンネルに投稿されたものと同じ。 ※現在は非公開 |

### UCHIDA1 Remix Project
| No. | YouTube公開日  | 配信日         | タイトル                 | 備考                                         |
| --- | -------------- | -------------- | ------------------------ | -------------------------------------------- |
| 1st | 2024年8月20日  | 2024年8月20日  | UCHIDA1 [Miami Remix]    | GINTA & ODAKEi & Smokepurpp feat. MARU       |
| 2nd | 2024年9月14日  | 2024年9月14日  | UCHIDA1 [Laos Remix]     | GINTA & ODAKEi & Zamio P feat. MCBK & FAZ $F |
| 3rd | -              | 2024年11月20日 | UCHIDA 1 [Korea Remix]   | GINTA & Kang Sung Hoon & Kang Le Hee & ETHN  |
| 4th | 2024年11月21日 | 2024年11月21日 | UCHIDA 1 [Vietnam Remix] | GINTA & Kid Trunks & LĂNG LD                 |
| 5th | 2024年12月24日 | -              | UCHIDA 1 [Moepi REMIX]   | もえぴ                                       |

### コラボレーション / 参加作品
| アーティスト | 配信日        | タイトル      | 備考                                                         |
| ------------ | ------------- | ------------- | ------------------------------------------------------------ |
| SG           | 2023年9月27日 | Way Back Home | GINTA単独のものと歌詞が異なる                                |
| TAK-Z        | 2024年9月20日 | Brah!!        |                                                              |
| SG           | 2024年10月1日 | セイエン      | 女子バレーボールチーム「カノアラウレアーズ福岡」テーマソング |